# وليام فرانسيس بكلي
وليام فرانسيس بكلي (بالإنجليزية: William Francis Buckley)‏‏ (30 مايو 1928 في ميدفورد - 3 يونيو 1985 في لبنان) عسكري من الولايات المتحدة.
ويليام فرانسيس بكلي (30 مايو، 1928 – 3 يونيو، 1985) كان ضابطًا في جيش الولايات المتحدة الأمريكية، وضابطًا شبه عسكري في قسم الأنشطة الخاصة (والذي أُعيدت تسميته إلى مركز الأنشطة الخاصة في عام 2016)، ورئيس مركز تابع للاستخبارات الأمريكية في بيروت بين عامي 1984 و1985 تحت غطاء ضابط سياسي في السفارة الأمريكية. مات في يوم 3 يونيو 1985 أو نحو ذلك –أي قبل خمسة أشهر من موعد الوفاة الذي زعمه خاطفوه– بعد فترة طويلة من التعذيب النفسي المجرى من قبل الطبيب النفسي «عزيز العبوب» التابع لحزب الله.
دُفن بكلي في مقبرة أرلنغتون الوطنية وخلدت بنجمة على الجدار التذكاري في مقر الاستخبارات الأمريكية في لانغلي، فرجينيا.

## نشأته وتعليمه
وُلد بكلي في ميدفورد، ماساتشوستس في 30 مايو1928. بعد تخرجه من المدرسة الثانوية في عام 1947، التحق بجيش الولايات المتحدة. بدأ كضابط شرطة عسكري وخدم في هذا المنصب لمدة عامين، لكنه التحق بعد ذلك بمدرسة إعداد الضباط (OCS)، وتم تكليفه برتبة ملازم ثان.
أكمل تعليمه العسكري حيث التحق بدورة تدريبية للضباط المهندسين في فورت بلفوار، فرجينيا، ودورة ضابط مدرعات متقدم في فورت نوكس، كنتاكي، ومدرسة الاستخبارات في أوبرميرجاو في ألمانيا الغربية.

## مهنته

### جيش الولايات المتحدة الأمريكية
خلال الحرب الكورية، خدم بكلي كقائد سريّة في فرقة الفرسان الأولى. ثم عاد إلى جامعة بوسطن وأكمل دراساته ليتخرج مع شهادة في العلوم السياسية. وخلال ذلك الوقت، كان بكلي قد بدأ أول عمل له مع وكالة الاستخبارات المركزية من عام 1955 حتى 1957. كما توظف كأمين مكتبة في مكتبات الكونكورد ووينشتسر وليكسينغتون العامة. في عام 1960، انضم بكلي إلى فصيلة القوات الخاصة الـ320 التي أصبحت مجموعة القوات الخاصة الحادية عشر. كما حضر كل من دورة ضباط القوات الجوية الأساسية ودورة ضباط القوات الخاصة. تم تعيينه كقائد الفصيلة A ثم لاحقًا قائد الفصيلة B. خدم العقيد بكلي في فيتنام مع قيادة المساعدة العسكرية للولايات المتحدة (MACV)، كمستشار أول للجيش الفيتنامي الجنوبي.

### وكالة الاستخبارات المركزية CIA
في عام 1965 (أو 1963 وفقًا لأحد المصادر)، انضم بكلي إلى الاستخبارات المركزية فيما يُعرَف الآن بقسم الأنشطة الخاصة، ويُحتَمل أنه قد تم تجنيده من قبل تيد شاكلي لينضم إلى فريقه السري المؤلف من إدوين ويلسون، توماس كلاينز، كارل جنكنز، رافائيل كوينتيرو، فيليكس رودريغز، لويس بوسادا كاريلز، وذلك في برنامج اغتيالات وكالة الاستخبارات المركزية. أشارت ليزلي كوكبورن في كتابها خارج نطاق السيطرة (1987) إلى أن بكلي كان متورطًا في الموافقة على اغتيالات وكالة الاستخبارات التي قامت بها منظمات شاكلي.
وفي كتابه التمهيد إلى الإرهاب (2005)؛ يدّعي جوزيف ترينتو أن بكلي كان «واحدًا من أقدم أصدقاء شاكلي وأعزهم».
من المحتمل أن يكون بكلي قد عمل لصالح وكالة الاستخبارات في المكسيك في عام 1963، ولكن الأمر غير مؤكد. بقي في فيتنام، بسبب عمله التابع لوكالة الاستخبارات، منذ عام 1965 حتى 1970، وحصل على ترقية في صفته العسكرية إلى ملازم أول في مايو 1969. بعد مغادرته فيتنام، خدم بكلي في زائير (1970-1972)، وكمبوديا (1972)، ومصر (1972-1978)، وباكستان (1978-1979).
في عام 1983، خلَف بكلي كين هاس ليصبح رئيس مركز بيروت التابع لوكالة الاستخبارات/ ضابطًا سياسيًا في السفارة الأمريكية. كان بكلي يقوم بنجاح بإعادة بناء شبكة العملاء الذين فُقدوا نتيجة تفجير السفارة الأمريكية. بعد تفجير ثكنات سلاح البحرية الأمريكية في أكتوبر 1983، أعلن حزب الله الإسلامي –بشكل خاطئ– أنهم قتلوا خلال الانفجار أيضًا رئيس مركز وكالة الاستخبارات في بيروت (حيث لم يعرفوا بعد أن رئيس المركز هو بكلي). كان إعلانهم هذا أول دليل حقيقي على وجود بكلي على قائمة الاغتيالات الخاصة بحزب الله.

## اختطافه ووفاته
في 16 مارس 1984، تم اختطاف بكلي على يد حزب الله من بناء شقته أثناء مغادرته إلى العمل. كان من المعتقد أن أحد أسباب اختطافه مع أمريكيَين آخرَين في أوقات مختلفة في بيروت؛ يعود إلى محاكمة 17 متشددًا مدعومًا من إيران والتي كانت على وشك البدء في الكويت. كان اللواء كارل شتاينر قد حذر بكلي من أنه في خطر، ولكن بكلي أجابه بقوله «لدي شبكة استخبارات جيدة، أظن أنني آمن». ولكن، وفقًا لشتاينر، فإن بكلي قد استمر في السكن في شقته والذهاب في الطريق نفسه كل يوم من وإلى العمل.
طلب ويليام كيسي، الذي كان وقتها مديرًا للاستخبارات المركزية، المساعدة من تيد شاكلي في تأمين إطلاق سراح بكلي. بعد ثلاثة أسابيع من اختطاف بكلي، وقّع الرئيس الأمريكي رونالد ريغان توجيه قرار الأمن القومي رقم 138. وقد صاغ أوليفر نورث هذا التوجيه وحدد خططًا حول كيفية الإفراج عن الرهائن الأمريكيين في إيران و«تحييد التهديدات الإرهابية» المزعومة من دول مثل نيكاراغوا. وتقرر أن يترأس صديق شاكلي القديم الجنرال ريتشارد سيكورد فريق العمل السري الجديد لمكافحة الإرهاب. كانت هذه الخطوات بداية قضية إيران-كونترا، والتي انتهت في عملية تبادل للصواريخ مقابل إطلاق سراح الرهائن.
في 22 نوفمبر 1985، سافر تيد شاكلي، صديق بكلي والمسؤول عن تجنيده، إلى فندق أتلانتيك في هامبورغ، حيث التقى بالجنرال مانوشيهر هاشمي، الرئيس السابق لفرع مكافحة تجسس السافاك (منظمة مخابرات إيرانية). حضر ذلك اللقاء أيضًا «مانوشر غوربانيفار». وفقًا لتقرير الاجتماع الذي أرسله شاكلي إلى الاستخبارات المركزية، فإن غوربانيفار يملك علاقات «رائعة» مع إيران، ولكن الاستخبارات المركزية كانت قد وصفته في السنة السابقة بكونه «مخادعًا». في الاجتماع، أخبر شاكلي هاشمي وغوربانيفار أن الولايات المتحدة مستعدة لمناقشة عمليات شحنات الأسلحة مقابل إطلاق سراح الأمريكيين الأربعة المحتجزين في لبنان، رغم أن بكلي كان ميتًا مسبقًا عند هذه المرحلة.
صرح اللواء كارل شتاينر أن «اختطاف بكلي أصبح شاغلًا رئيسيًا لوكالة الاستخبارات المركزية. فبعد فترة قصيرة من أسره، اختفى عملاؤه أو قُتلوا. وكان من الواضح أن مختطفيه قاموا بتعذيبه ليكشف شبكة العملاء التي أنشأها». وفقًا للولايات المتحدة، فإن بكلي –قبل موته– قد تعرض للتعذيب لمدة 15 شهرًا على يد حزب الله. بعد اختطاف بكلي، تم إرسال ثلاثة مقاطع فيديو له وهو تحت التعذيب إلى وكالة الاستخبارات المركزية في أثينا. لاحظ المترجمون علامات ثقوب في جسمه تدل على أنه كان يُحقَن بالمخدرات. وفقًا لعدة مصادر؛ بسبب تعرضه للتعذيب، وقّع بكلي بيانًا من 400 صفحة يذكر فيه بالتفصيل نشاطاته ضمن وكالة الاستخبارات المركزية. في مقطع فيديو مأخوذ بعد سبعة أشهر تقريبًا من الاختطاف، تم وصف مظهره كما يلي:
كان بكلي أشبه ببائس كثير الهذيان. كانت كلماته غير متناسقة في الغالب، وهو يرتجف ويسيل لعابه، وأكثر ما يثير القلق كان أنه يصرخ فجأة وهو مذعور، وتنقلب عيناه وهو عديم الحيل ويرتجف جسده. وأجمعت وكالة الاستخبارات المركزية على أنه كان يتم عصب عينيه وتقييد كاحليه ومعصميه وسجنه في زنزانة أكبر قليلًا من التابوت.
في 4 أكتوبر 1985، أعلنت حركة الجهاد الإسلامي إعدامها لبكلي. كان مجلس الأمن القومي للولايات المتحدة قد أقر في مذكرة غير سرية أن بكلي مات غالبًا في 3 يونيو 1985 نتيجة نوبة قلبية. في 27 ديسمبر 1991، تم استرداد رفات بكلي من قبل الرائد جنز نيلسن (الجيش الملكي الدنماركي) التابع لمجموعة مراقبة الأمم المتحدة في بيروت. أُعيدَ رفاة بكلي إلى الولايات المتحدة في 28 ديسمبر 1991، ودُفن في مقبرة أرلنغتون الوطنية مع تقليده بمراتب الشرف العسكرية الكاملة.

## الجوائز
- ميدالية النجمة البرونزية
- وسام القلب الأرجواني
- ميدالية النجمة الفضية